# Саутгемптон (футбольний клуб)
Саутгемптон (англ. Southampton Football Club) — футбольний клуб з міста Саутгемптон (Гемпшир, Англія). Заснований у 1885 році. Грає у червоно-білих смугастих футболках. Стадіон — «Сент-Меріс Стедіум» вміщує 32 505 глядачів.

## Історія
Клуб починає свою історію з 21 листопада 1885 року, коли команда, складена з членів Молодіжної Асоціації церкви Святої Марії, на території Гемпширского крикетного клубу, розгромила клуб «Freemantle FC» з рахунком 5:1. Саме з цієї дати веде свій відлік історія футбольного клубу «Саутгемптон».
Оскільки засновниками клубу були члени Молодіжної Асоціації церкви Святої Марії, звідси і пішло знамените прізвисько «Саутгемптона» — «Святі». Спочатку команда носила назву «Saint Mary's Young Men's Association FC». В основу тієї першої команди входили викладачі місцевих шкіл. Свою сучасну назву. клуб отримав після 2 років, з дня заснування команди.

### Перші успіхи
Довгий час «Святі» грали в основному товариські матчі, при цьому збираючи на своїх матчах дуже солідну аудиторію в 6-7 тисяч осіб. На серйозніший рівень «Саутгемптон» вийшов в 1894 році, увійшовши до складу новоствореної Південної Ліги. Перші два сезони «Святі» посідали третє місце, пропускаючи вперед «Міллуолл» і «Редінг». Але вже в 1897 році «Саутгемптон» став чемпіоном Південної Ліги. Після закінчення цього успішного сезону представниками команди було прийнято рішення перетворити клуб в товариство з обмеженою відповідальністю, і крім того була придбана земля, на якій планувалося будівництво футбольного стадіону. Ці події викликали справжній фурор у місті.

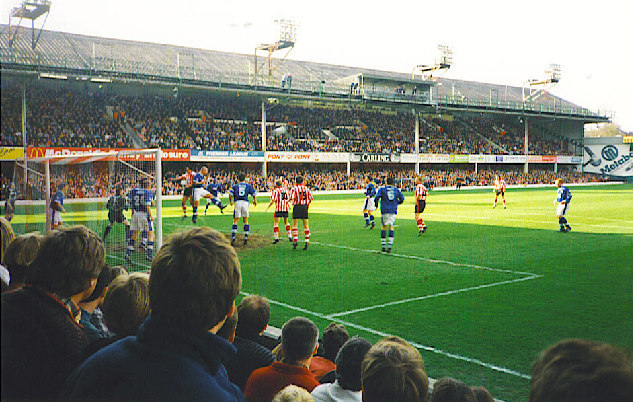
Стадіон «Делл» («Святі» грають внічию 0:0 проти «Лестер Сіті», березень 1997 року)

Сезон 1898 — 1899 «Святі» почали на своєму новому стадіоні — «Делл», а їх слава поширилася на всю країну. У складі «Саутгемптона» грала трійка гравців, яких мріяв роздобути будь-який британський клуб — півзахисник збірної Шотландії Джон Робертсон Тейт, а також гравці збірної Англії — хавбек Гаррі Вуд і голкіпер Джек Робінсон. У цьому ж сезоні з назви остаточно було прибрано згадку про церкву Святої Марії, і клуб став називатися «Southampton FC».
Цей та наступні роки можна назвати по-справжньому золотими в історії «Святих». Вони неодноразово підтверджували статус переможця Південної Ліги, обігруючи такі відомі столичні клуби, як «Вест Гем», «Тоттенгем», «Міллволл» і «Вулвіч Арсенал». Чого тільки варті шість титулів чемпіона Південної Ліги (в 1897, 1898, 1899, 1901, 1903 і 1904 роках).
Проте в Кубку Англії «Саутгемптону» катастрофічно не щастило. У першому для себе фіналі всі мрії «Святих» були буквально поховані командою з відповідною назвою «Бері» («Bury»). Сенсаційний розгром з рахунком 4:0 буквально шокував уболівальників. У 1902 році «Святі» отримали можливість виправити стан справ, але не змогли ним скористатися. Фінальний матч з «Шеффілд Юнайтед» завершився бойовою нічиєю — 1:1, а в переграванні найкраще проявили себе суперники — 1:2.

### Наступні роки— мандри по дивізіонах
У 1920 році «Святі» офіційно стали членами Футбольної Ліги Англії, ставши засновниками Дивізіону 3. У 1922 році вони добилися в ньому перемоги і вийшли у Другий Дивізіон, в якому вони грали наступний 31 рік. Найголовнішими успіхами тих років можна назвати вихід у півфінал Кубка Англії в 1925 і 1927 роках, де «Саутгемптон» поступався з рахунком 2:0 і 2:1 «Шеффілду» і «Арсеналу» відповідно.
Під час Другої Світової війни, в 1940 році, в результаті бомбардувань був серйозно пошкоджений стадіон «Делл», через що «Святим» довелося тимчасово проводити матчі на арені своїх заклятих супротивників — «Портсмута».
«Саутгемптон» довгий час намагався заробити підвищення у класі — в сезоні 1947/48 вони посіли третє місце, в наступному сезоні їм також не вдалося потрапити до числа двох команд-«щасливчиків» — вони примудрилися розгубити свою перевагу у 8 очок над конкурентами за вісім турів до фінішу. На наступний рік не пощастило знову — на друге місце «Святі» пропустили «Шеффілд Юнайтед». У ці роки провідним гравцем «Саутгемптона» був Чарлі Вейман, забивши 73 м'ячі в 100 матчах за три сезони. У 1953 році ж «Саутгемптон» і зовсім вилетів з Дивізіону 2, відправившись на семирічні поневіряння по Третьому Дивізіону в Південній зоні.
У 1960 «Святі» нарешті повертаються до Дивізіону 2 багато в чому завдяки Дереку Рівзу, який забив 39 з 106 загальнокомандних голів. У 1963 році «Саутгемптон» знову доходить до півфіналу Кубка Англії, де поступається «Манчестер Юнайтед».
Один з найкращих гравців клубу та всього англійського футболу, Альф Ремсі, був зіркою післявоєнного періоду «Саутгемптона» і, багато в чому саме завдяки його зусиллям, в 1960 році Саутгемптон повернув собі право виступати в другому Дивізіоні. Завдяки таким гравцям, як  Мартін Чіверс, Террі Пейн і Мік Ченнон,  «Саутгемптон»  вперше в своїй історії вийшов в Перший дивізіон у1966 році.

### Перехід в еліту англійського футболу
У 1966 році футболісти «Саутгемптона» на чолі з Тедом Бейтсом здійснюють знаменну для клубу досягнення — виходять до Дивізіону 1. У першому сезоні в еліті англійського чемпіонату в складі «Святих» спалахнула зірка Рона Девіса — він забив 37 голів в 41 матчі, очоливши бомбардирський список. Команда протрималася в «вишці» вісім сезонів, двічі піднявшись на сьоме місце — у сезонах 1968/69 і 1970/71. Завдяки цьому їм вдалося двічі взяти участь в єврокубках — в Кубку Ярмарок 1969/70 (де «Святі» були вибиті в третьому раунді «Ньюкаслом») і його наступника, Кубку УЄФА, де вони вибули після першого раунду, програвши «Атлетику» з Більбао.
У грудні 1973 року Тед Бейтс був замінений на Лорі МакМенемі, який не зміг врятувати «Святих» від пониження у класі, ставши разом з «МЮ» і «Норвічем» жертвами нової системи вибування. Під керівництвом МакМенемі в Дивізіоні 2 «Саутгемптон» починає будувати нову команду. У стан «Святих» перейшли такі гравці, як Пітер Осгуд, Джим Маккалліог і Джим Стіл. Їх зоряний час настав у 1976 році, коли вони досягли фіналу Кубка Англії на «Вемблі», де сенсаційно здобули перемогу над «Манчестер Юнайтед» — 1:0, завдяки голу Боббі Стока. У наступному сезоні «Саутгемптон» знову зіграв у Європі в Кубку Володарів Кубків, дійшовши до третього раунду і поступившись 2:3 бельгійському «Андерлехту» за сумою двох матчів.
У сезоні 1977/78 «Святі» посідають друге місце в Дивізіоні 2 (услід за «Болтоном») і повертаються до елітного дивізіону.
У першому сезоні після повернення вони зайняли 14 місце. Потім було повернення на «Вемблі», де у фіналі Кубка Ліги «Саутгемптон» поступився «Ноттінгем Форест» — 2:3.

### Успіхи в чемпіонаті
У 1980 році МакМенемі проводить вдалу угоду, підписавши відомого Кевіна Кігана, володаря призу найкращому футболістові Європи. Хоча кар'єра Кігана в «Саутгемптоні» тривала всього два роки, саме завдяки йому, а також Алану Боллу, Міку Ченнону і Чарлі Джорджу команда займає найвищий на той момент для себе рядок у чемпіонаті — шосте місце. «Саутгемптон» продовжив прогресувати під керівництвом МакМенемі, і вже в сезоні 1983/84 разом з такими гравцями, як Пітер Шилтон, Нік Холмс, Девід Армстронг, Денні Уоллес і Стів Моран (найкращий бомбардир команди) «Святі» фінішують на другому місці в чемпіонаті, поступившись чемпіонові — «Ліверпулю» — всього трьома очками. До цього успіху можна додати вихід у півфінал Кубка Англії, де вони поступилися «Евертону». Друге місце до сих пір залишається рекордним досягненням для «Святих».
На наступний рік «Саутгемптон» також займає досить високу позицію — п'яту, але клуб не зміг зіграти в Кубку УЄФА, оскільки після пам'ятного інциденту на «Ейзелі» англійські клуби були відсторонені від єврокубків з 1985 по 1990 рік. Лорі МакМенемі залишив команду, на зміну йому прийшов Кріс Ніколс, який не зміг утримати «Саутгемптон» на вершині. У 1991 замість нього був призначений Йен Бренфут. В період його правління ключовим гравцем був Меттью Ле Тіссьє, що згодом став легендою клубу. Ле Тіссьє був визнаний в 1990 році найкращим молодим гравцем року в Англії.

### Легенди 90-х

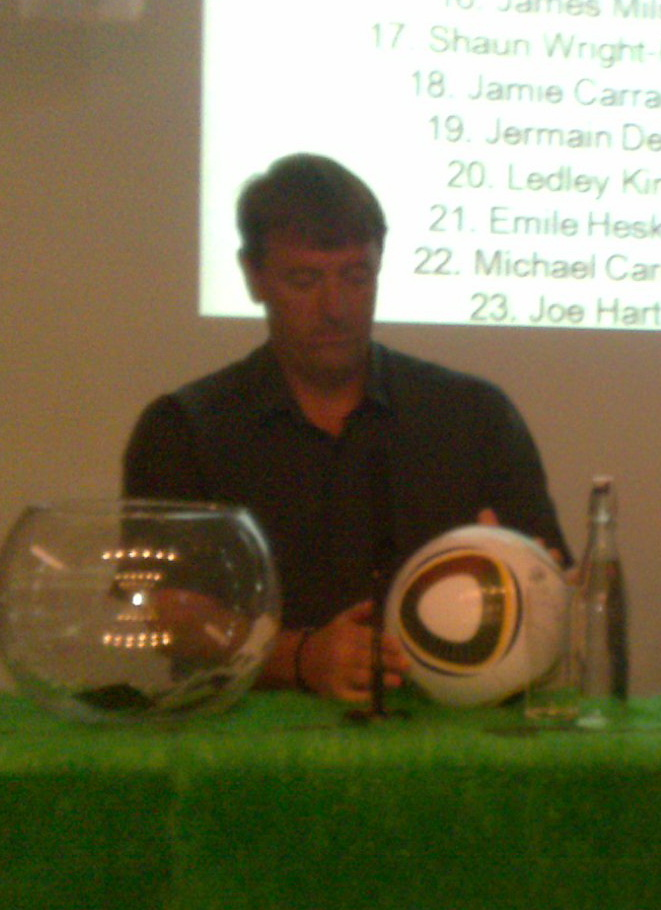
Мет Ле Тісьє

Лорі МакМенемі залишив команду, на зміну йому прийшов Кріс Ніколс, який не зміг утримати «Саутгемптон» на вершині. У 1991 замість нього був призначений Йен Бренфут. В цей же час ключовим гравцем команди став Метью Ле Тісьє. Ле Тіссьє був визнаний в 1990 році найкращим молодим гравцем року в Англії. Піком кар'єри Ле Тіссьє став початок 90-х: він кожен чемпіонат забивав не менше 20 м'ячів. Особливо успішним був сезон 1993/1994, в якому на рахунку півзахисника було аж 30 голів! І це у складі команди, яка з року в рік відчайдушно боролася за виживання! Своєю грою за «Саутгемптон» Лі Тіссьє по праву заслужив звання одного з найкращих гравців за історію клубу. Він чудово володів ударом як з лівої, так і з правої ноги. Забиваючи фантастичні голи, Метт отримав прізвисько «Бог».
Також не можна не згадати ще про одного помітного гравця «Саутгемптона» того часу. Вихованець знаменитого ньюкаслівського Wallsend Boys Club, Алан Ширер, був знехтуваний «Ньюкасл Юнайтед». Він переїхав на південне узбережжя до молодіжного складу «Саутгемптона» і буквально приголомшив усіх своїм дебютом за «Святих», забивши 3 голи в першому ж матчі з «Арсеналом» у квітні 1988 року! Заодно він став самим наймолодшим гравцем в історії Англійської Ліги (17 років і 8 місяців), який зробив хет-трик, перевершивши досягнення Джиммі Грівза.
Однак, тодішній наставник «Саутгемптона» Кріс Ніколс у наступному сезоні протримав Ширера на лавці запасних, довіряючи місце у складі тим, хто був у той час у самому розквіті: Денні, Роду Уоллессам і Меттью Ле Тіссьє. Зігравши в сезоні 1988/1989 усього 10 матчів, Алану так і не вдалося жодного разу відзначитися. Але вже в наступних двох чемпіонатах Алан став гравцем основного складу «Святих» і молодіжної збірної Англії, а в 1991 році був визнаний уболівальниками «Саутгемптона» «Гравцем року». 1992 рік — «Саутгемптон» вибиває з боротьби за Кубок Англії «МЮ»

### Пригоди в Прем'єр-Лізі
У сезоні 1992/93 «Саутгемптон» увійшов до складу новоствореної Прем'єр-Ліги, з'явившись одним з її засновників. У січні 1994 року команду очолив Алан Болл, який був покликаний «розгребти» творчість свого вкрай непопулярного попередника — Йена Бренфута. Під керівництвом Болла «Святі» змогли зберегти прописку в Прем'єр-Лізі в сезоні 1993/94 (хоча багато хто тоді вважав, що вони були вже приречені на вибування), а потім зайняли почесне десяте місце завдяки блискучому виступу Ле Тіссьє. Але потім Болл змінив «Саутгемптон» на «Манчестер Сіті», і тому в команди знову з'явився новий головний тренер — Девід Меррінгтон.
Наступний сезон не запам'ятався нічим особливо примітним — «Саутгемптон» посів 17 місце з 38 очками, уникнувши вильоту тільки за різницею м'ячів і багато в чому завдяки двом перемогам на фініші сезону — над «МЮ» і «Болтоном». Тим не менше цей результат не можна було назвати задовільним, і через кілька днів після закінчення сезону Меррінгтон був відправлений у відставку, будучи заміненим на екс-наставника «Ліверпуля» і «Рейнджерс» шотландця Грема Сунеса. Однак і йому не вдалося довго протриматися на тренерському містку — після чергового невиразного сезону, коли «Святі» зайняли 16-е місце, команду очолив Дейв Джонс.
У зв'язку з недосвідченістю тренера, спеціалісти зійшлися на думці, що в сезоні 1997/98 «Саутгемптон» буде одним з головних претендентів на виліт. Однак не вгадали — завдяки молодому Кевіну Девісу, а також ще деяким гравцям, «Святі» зайняли комфортну дванадцяту сходинку. У наступному ж сезоні «Саутгемптон» врятувався від вильоту тільки в останньому турі. Також в 1999 році, через 101 рік після введення в експлуатацію стадіону в «Делл», клуб отримав добро на будівництво нового стадіону, що отримав назву «St. Mary's».
У сезоні 1999/2000 Дейв Джонс покинув посаду головного тренера «Саутгемптона» через судову справу з приводу жорстокого поводження з дітьми в дитячому будинку, де він працював раніше. Пізніше була доведена невинність Джонса, але до того часу на тренерському містку «Святих» його вже змінив колишній головний тренер збірної Англії Гленн Ходдл.
При ньому «Саутгемптон» міцно тримався на безпечній відстані від зони вильоту, але отримавши пропозицію від перспективнішого «Тоттенгема», наставник покинув команду. Йому на зміну прийшов Стюарт Грей, при якому відбулася знакова подія — «Саутгемптон» переїхав на свій новий стадіон. Окремої згадки заслуговує історія останнього матчу «Святих» на стадіоні «Делл».

### Прощання з «Деллом»
Отже — 19 травня 2001 року, останній тур Прем'єр-Ліги. «Саутгемптон» зустрічається з лондонським «Арсеналом». Обидві команди вже вирішили свої турнірні завдання, і дана гра за великим рахунком не несе ніякого турнірного значення. Але зустріч насправді була історичною — адже це була остання гра в історії стадіону «Делл», який вірою і правдою служив домашньою ареною «Святих» протягом більш ніж століття. Йшла остання хвилина зустрічі. Рахунок нічийний — 2:2. І далі відбувається наступне — воротар «Саутгемптона» Пол Джонс відправляє м'яч дальнім ударом до лінії штрафної «Арсеналу», де після незручного відскоку він опиняється у Ле Тіссьє, який красивим ударом відправляє його в саму «дев'ятку»! Ви тільки уявіть, що відбувалося в цей момент в душі багатьох тисяч вболівальників «Саутгемптона» … І особливо символічно, що забив цей історичний гол саме Меттью Ле Тіссьє, найвидатніший гравець «Саутгемптона» за визнанням більшості вболівальників цього клубу.

### Успіхи Стракана
Проте, початок наступного сезону у «Святих» відверто не заладився, і на зміну Стюарту Грею приходить Гордон Стракан. Саме завдяки йому «Саутгемптону» вдалося налагодити гру після провалу на старті, завершивши сезон 2001/02 на 11 рядку в підсумковій таблиці. Наступний рік видався ще вдалішим — восьме місце в чемпіонаті і вихід у фінал Кубка Англії, де «Святі» поступилися «Арсеналу» — 1:0, при цьому завоювавши право на виступ в Кубку УЄФА.
Далі для клубу справи пішли набагато гірше. У першому ж раунді Кубка УЄФА «Святі» поступаються румунському «Стяуа», а в березні 2004-го команду залишає Гордон Страчан. Це поклало початок тренерському безладу. Головним тренером призначається Пол Старрок, проте безліч чуток про погану атмосферу в команді, невдоволення гравців, а також особисті проблеми змусили і його покинути тренерський місток всього через п'ять місяців. Його наступником стає тренер дубля Стів Віглі, але при ньому команда ще більш міцно осідає на дні турнірної таблиці всього з однією перемогою в 14 матчах.

### Заклятий ворог
Після цього керівництво клубу пішло на вкрай непопулярний крок, який викликав масу гнівних відгуків серед вболівальників «Святих» — на посаду головного тренера призначається Гаррі Реднапп, який буквально днями перед цією подією був відправлений у відставку у «Портсмуті», заклятому супротивникові «Саутгемптона». Але і Гаррі Реднаппу не вдалося повернути до життя «Святих», які вилетіли з елітного дивізіону Англії вперше за 27 років. Сезон 2005/2006 у Чемпіонаті Футбольної Ліги не пішов з самого початку, і лише поява в команді молодого і перспективного Тео Волкотта вселяла хоч якісь надії уболівальникам. Але біди тільки починалися.
У листопаді 2005 року наставник «Портсмута» Ален Перрен, який змінив на цій посаді Гаррі Реднаппа, був відправлений у відставку власником клубу Міланом Мандарічем. Після цього відразу пішли чутки про те, що власник має намір повернути Реднаппа в «Портсмут». Після цього в букмекерських конторах почастішали ставки на те, Реднапп очолить «Портсмут». У підсумку так і відбувається, що донезмоги загострило і без того напружені відносини між цими двома клубами. Пізніше ця ситуація навіть стала приводом для окремого розгляду Федерацією Футболу Англії, яка підозрювала Реднаппа в явній змові з букмекерами.

### Класом нижче

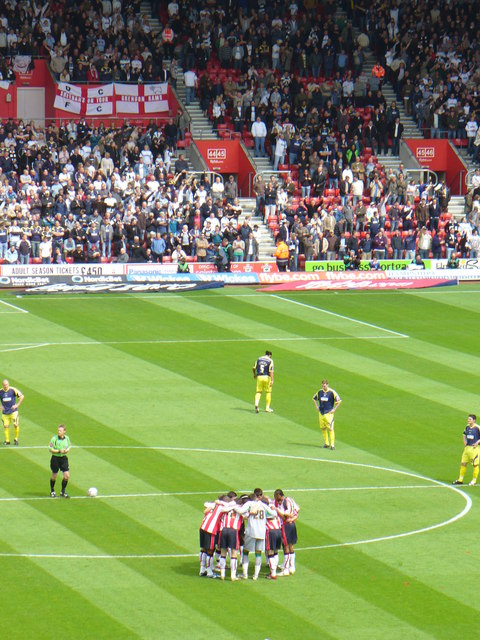
Гравці «Саутгемптона» перед матчем плей-офф проти «Дербі Каунті» у 2007 році.

Тим часом у грудні 2005 року головним тренером «Саутгемптона» стає Джордж Берлі. Чемпіонат Футбольної Ліги «Святі» завершили в ролі середнячка, зайнявши 12 місце. Сезон 2006/07 видався вдалішим — в команду прийшли такі перспективні гравці, як поляки Гжегош Расяк і Марек Сагановскі, а також доморощений 17-річний Гарет Бейл. «Саутгемптону» вдалося зайняти шосту позицію, що дозволяло їм взяти участь у стикових матчах за вихід у Прем'єр-Лігу. Проте в драматичній кінцівці півфінального матчу в серії пенальті щасливішими виявилися футболісти «Дербі Каунті».
Наступний же рік і зовсім поставив клуб на межу фінансового і турнірного краху — «Саутгемптон» зміг убезпечити себе від колись небаченого вильоту в Лігу 1 тільки в останньому турі чемпіонату, обігравши «Шеффілд Юнайтед».
Наступний сезон 2008/09 «Святі» почали в експериментальному молодіжному складі і весь чемпіонат були на межі вильоту. Але були проблеми і серйозніше — в кінці березня материнська компанія клубу «Southampton Leisure Holding» збанкрутувала, в результаті чого, за результатами детального аналізу ситуації в клубі, Футбольна Ліга ухвалила рішення зняти з футбольного клубу «Саутгемптон» 10 очок. Це означало офіційний виліт клубу в Лігу 1. Більше того, оскільки команда і так вилітала за спортивними принципами наступний чемпіонат у Лізі 1 «Саутгемптон» почав з показником «-10 очок». Таким чином, вперше з 1960 року «Святі» потрапили у третій за рівнем ешелон англійського чемпіонату.
Єдина радість для вболівальників прийшла в середині липня 2009 року. Клуб був придбаний швейцарським мільярдером німецького походження Маркусом Лібхером, яким була проголошена стратегія на поступове повернення «Саутгемптона» в еліту англійського футболу.

## Склад
Станом на 18 жовтня 2024
| №  | Поз. | Нац.      | Гравець                |
| -- | ---- | --------- | ---------------------- |
| 1  | ВР   | Англія    | Алекс Маккарті         |
| 2  | ЗХ   | Англія    | Кайл Вокер-Пітерс      |
| 3  | ЗХ   | Ірландія  | Раян Меннінг           |
| 4  | ПЗ   | Англія    | Флінн Даунс            |
| 5  | ЗХ   | Англія    | Джек Стівенс (капітан) |
| 6  | ЗХ   | Англія    | Тейлор Гарвуд-Белліс   |
| 7  | ПЗ   | Нігерія   | Джо Арібо              |
| 8  | ПЗ   | Ірландія  | Вілл Смоллбон          |
| 9  | НП   | Англія    | Адам Армстронг         |
| 10 | ПЗ   | Англія    | Адам Лаллана           |
| 11 | НП   | Шотландія | Росс Стюарт            |
| 12 | ЗХ   | Англія    | Ронні Едвардс          |
| 13 | ВР   | Англія    | Джо Ламлі              |
| 14 | ЗХ   | Англія    | Джеймс Брі             |
| 15 | ЗХ   | Англія    | Натан Вуд              |
| 16 | ЗХ   | Японія    | Юкінарі Суґавара       |

| №  | Поз. | Нац.        | Гравець            |
| -- | ---- | ----------- | ------------------ |
| 17 | НП   | Чилі        | Бен Бреретон       |
| 18 | ПЗ   | Португалія  | Матеуш Фернандіш   |
| 19 | НП   | Англія      | Кемерон Арчер      |
| 20 | ПЗ   | Гана        | Камалдін Сулемана  |
| 21 | ЗХ   | Англія      | Чарлі Тейлор       |
| 22 | ПЗ   | Кот-д'Івуар | Максвел Корне      |
| 24 | ПЗ   | Шотландія   | Раян Фрейзер       |
| 26 | ПЗ   | Франція     | Леслі Угочукву     |
| 27 | ПЗ   | Англія      | Сем Амо-Амеяу      |
| 28 | ЗХ   | Іспанія     | Хуан Ларьо         |
| 30 | ВР   | Англія      | Аарон Ремсдейл     |
| 32 | НП   | Нігерія     | Пол Онуачу         |
| 33 | ПЗ   | Англія      | Тайлер Діблінг     |
| 35 | ЗХ   | Польща      | Ян Беднарек        |
| 37 | ЗХ   | Німеччина   | Армель Белла-Кочап |
| 39 | ЗХ   | Франція     | Жоакім Каї Санда   |

## Трофеї та досягнення
Перший Дивізіон
Другий призер: 1984
Другий Дивізіон
Другий призер: 1966, 1978, 2012
Третій призер: 1948, 1949
Третій Дивізіон
Переможець: 1960
Другий призер: 2011
Кубок Англії
Переможець: 1976
Фіналіст: 1900, 1902, 2003
Кубок Ліги
Фіналіст: 1979, 2017
Черіті Шилд
Фіналіст: 1976
Південна Ліга
Переможець: 1897, 1898, 1899, 1901, 1903, 1904

## Клубні рекорди
Рекордна відвідуваність: 32151 проти «Арсенала», Прем'єр — Ліга, (29 грудня 2003 року)
Найбільша перемога в лізі: 8:0 над «Сандерлендом», 18 жовтня 2014 року
Найбільша кубкова перемога: 8:2 над «Ковентрі Сіті», 1 квітня 1984 року
Найбільша поразка в лізі: 0:9 від «Лестера», 25 жовтня 2019 року
Найбільше матчів за клуб: Террі Пейн, 809 матчів (1956–1974 рр.)
Найбільше голів за клуб: Мік Ченнон, 227 (1966–1977; 1979–1982)
Найбільше голів за сезон: Дерек Рівз, 44 (сезон 1959/60)
Наймолодший гравець: Тео Волкотт, 16 років 143 дні, 6 серпня 2005 року
Найбільша сума, отримана від трансферу: £12 m від «Арсенала» за Тео Волкотта (січень 2006 року)
Найбільша заплачена сума за трансфер: £4m «Дербі Каунті» за Рорі Ділепа (липень 2001 року)